# 瓜特拉切縣

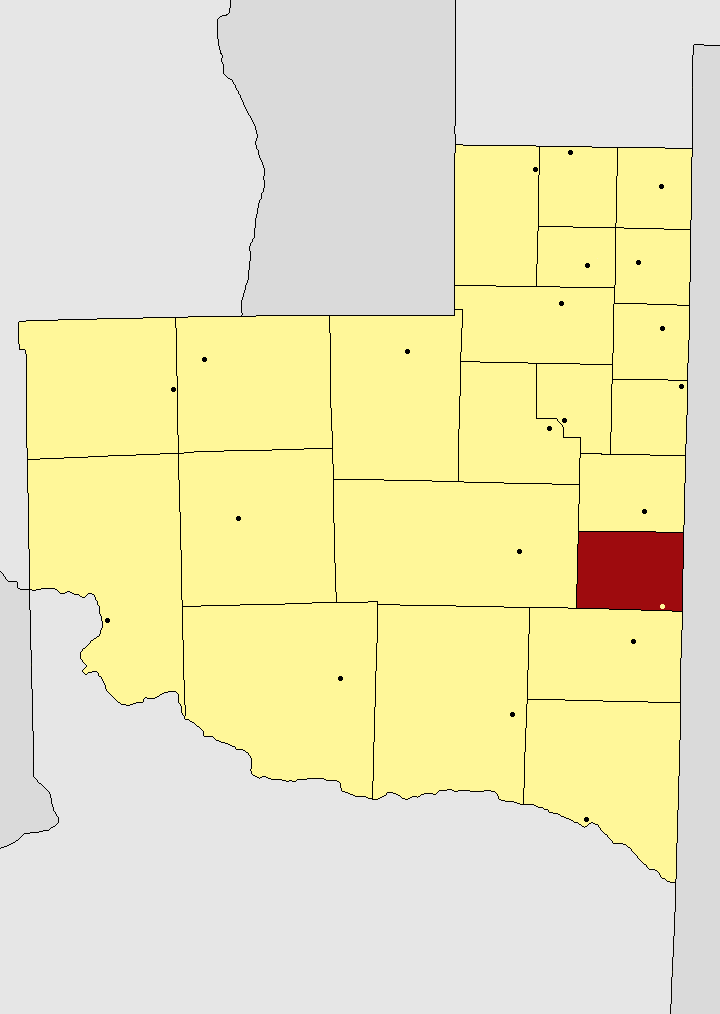

瓜特拉切縣（西班牙語：Departamento Guatraché），是阿根廷的縣份，位於該國中部拉潘帕省，首府設於瓜特拉切，始建於1908年4月19日，面積3,525平方公里，2010年人口8,831，人口密度每平方公里2.5人。
37°39′51″S 63°32′16″W / 37.66417°S 63.53778°W